# Scarus rivulatus
Scarus rivulatus és una espècie de peix de la família dels escàrids i de l'ordre dels perciformes.

## Morfologia
Els mascles poden assolir els 40 cm de longitud total.

## Distribució geogràfica
Es troba des de Tailàndia fins a Nova Caledònia, les Illes Ryukyu, Nova Gal·les del Sud (Austràlia) i Tonga.